# Can Torrent (Arbúcies)
|  | Per a altres significats, vegeu «mas Can Torrent (Arbúcies)». |

Can Torrent és un edifici eclèctic a la vila d'Arbúcies (la Selva) catalogat a l'Inventari del Patrimoni Arquitectònic de Catalunya.

## Arquitectura
Edifici de tres plantes i golfes, amb coberta a dues vessants i caiguda a la façana. Està situat prop de la Plaça de la Vila, al final del Carrer del Vern, un dels carrers circumdants a l'església parroquial.
La façana principal és senzilla i simètrica. A la planta baixa, dues finestres flanquegen l'entrada principal, d'arc rebaixat envoltada en pedra. Aquesta dona pas al rebedor on hi ha una altra porta, també d'arc rebaixat, d'estil modernista. És de fusta amb decoracions florals, formes ondulants i vidres de colors. Destaca el pany de llautó i al centre un medalló de bronze amb el sagrat cor en relleu. Es tracta d'una incorporació de principis del segle xx, no pas del moment quan es va construir l'edifici. Al costat de la porta hi ha el número 21, però també es conserva un antic número damunt una carreu de l'arc de la porta.
Encara a la façana, tant al primer com al segon pis, les obertures són rectangulars amb brancals, llinda de pedra i balcó de ferro forjat amb decoració ornamental, i a les golfes, les finestres són òculs ovalats situats sota la cornisa. El parament és arrebossat però en algunes parts s'aprecia esgrafiats original en forma de carreus rectangulars.
A l'interior, es manté l'estructura original, una sala central fa de rebedor-distribuïdor a les habitacions laterals, es conserva el paviment de peces de tova i els marcs i les portes de fusta. El sostres de la planta baixa són de volta de canó rebaixada mentre que els dels pisos superiors són plans amb bigues de fusta. Des de la part de darrere s'accedeix a un pati que ha quedat reduït degut a les obres que es porten a terme al terreny del costat. De la façana posterior destaquen les galeries d'arcades d'arc de mig punt, tapades en vidrieres al primer i segon pis, amb balustrada de pedra. El parament, com en la façana principal, es troba en força mal estat i es poden veure algunes parts del rajol de la paret. Les façanes laterals també tenen obertures, la majoria rectangulars i emmarcades en pedra. A la dreta, hi ha un annex de la casa del costat adossat a la paret, forma part de l'Hostal Castell.

## Història
L'edifici va ser construït el 1843 per Josep Torrent, familiar de l'actual propietari, qui va ser alcalde del poble durant trenta anys.
El pati de la part posterior de la casa va ser comprat a la parròquia després de la guerra del 1936, i els terrenys del voltant de la casa també eren part de la finca però fa pocs anys, al repartir-se l'herència, es van vendre i actualment s'hi estan construint pisos.